# Jean Sarrus (producteur)
Pour les articles homonymes, voir Jean Sarrus.
Jean Sarrus est un producteur de spectacles, directeur de théâtre et dramaturge français, mais aussi journaliste né à Anglet, dans les Pyrénées-Atlantiques, le 10 juillet 1901 et mort à Cannes, dans les Alpes-Maritimes, le 7 juillet 1963 .

## Biographie
Jean Sarrus est le fils d'un journaliste parlementaire qui a collaboré à divers périodiques de province, Charles Sarrus. Il est licencié en droit. Journaliste, il dirige successivement deux théâtres parisiens, le théâtre des Mathurins de 1931 à 1934, puis la Comédie des Champs-Élysées de septembre 1934 à 1936.
Il est en 1935 l'un des actionnaires de la société possédant le quotidien L'Ordre, d'Émile Buré. Il devient l'administrateur de ce journal et y publie des articles.
Il obtient la croix de chevalier de la Légion d'honneur en 1947. Administrateur des casinos d'Aix-les-Bains et de Deauville, il contribue à la fondation en mars 1954 du quotidien Journal du Parlement et en devient le directeur politique.

## Œuvres
- La Fille à Lévy, comédie en trois actes écrite avec André Falco[9], théâtre Sarah-Bernhardt, 29 mars 1933.
- Edgar Faure, Paris, Éditions Journal du Parlement, 1956.